# John Roger Kirkpatrick Scott
John Roger Kirkpatrick Scott (* 6. Juli 1873 in Bloomsburg, Columbia County, Pennsylvania; † 9. Dezember 1945 in Philadelphia, Pennsylvania) war ein US-amerikanischer Politiker. Zwischen 1915 und 1919 vertrat er den Bundesstaat Pennsylvania im US-Repräsentantenhaus.

## Werdegang
John Scott besuchte die öffentlichen Schulen in Wilkes-Barre und in Philadelphia, wohin er mit seinen Eltern gezogen war. Im Jahr 1893 absolvierte er die Central High School of Philadelphia. Nach einem anschließenden Jurastudium an der University of Pennsylvania und seiner 1895 erfolgten Zulassung als Rechtsanwalt begann er in Philadelphia in diesem Beruf zu arbeiten. Gleichzeitig schlug er als Mitglied der Republikanischen Partei eine politische Laufbahn ein. In den Jahren 1899, 1909, 1911 und 1913 war er Abgeordneter im Repräsentantenhaus von Pennsylvania.
Bei den Kongresswahlen des Jahres 1914 wurde Scott im staatsweiten 33. Wahlbezirk von Pennsylvania in das US-Repräsentantenhaus in Washington, D.C. gewählt, wo er am 4. März 1915 die Nachfolge von Fred Ewing Lewis antrat. Nach einer Wiederwahl konnte er bis zu seinem Rücktritt am 5. Januar 1919 im Kongress verbleiben. In diese Zeit fiel der Erste Weltkrieg. Nach seiner Zeit im US-Repräsentantenhaus praktizierte John Scott wieder als Anwalt. Er starb am 9. Dezember 1945 in Philadelphia. Sein Sohn Hardie (1907–1999) wurde ebenfalls Kongressabgeordneter.